# إدوارد جايلز ستون
إدوارد جايلز ستون (بالإنجليزية: Edward Giles Stone)‏ هو مهندس مدني ومهندس أسترالي، ولد في 1873، وتوفي في 1947.